# Yunnanilus macroistainus
Yunnanilus macroistainus är en fiskart som beskrevs av Li, 1999. Yunnanilus macroistainus ingår i släktet Yunnanilus och familjen grönlingsfiskar. Inga underarter finns listade i Catalogue of Life.